# Micromorphus maraisi
Micromorphus maraisi är en tvåvingeart som beskrevs av Grichanov 2000. Micromorphus maraisi ingår i släktet Micromorphus och familjen styltflugor.
Artens utbredningsområde är Namibia. Inga underarter finns listade i Catalogue of Life.